# Cesiomaggiore
Cesiomaggiore (velenceiül Sèzio vagy Sez) település Olaszországban, Veneto régióban, Belluno megyében. Lakosainak száma 3923 fő (2023. január 1.). Cesiomaggiore Feltre, Borgo Valbelluna, Mezzano, Sagron Mis, San Gregorio nelle Alpi, Santa Giustina, Sospirolo, Primiero San Martino di Castrozza és Gosaldo községekkel határos.

## Népesség
A település lakossága az elmúlt években az alábbi módon változott:
| Lakosok száma | 3988 | 3991 | 3923 |
|               | 2017 | 2018 | 2023 |